# Kanton Alfortville
Het kanton Alfortville is een kanton in het Franse arrondissement L'Haÿ-les-Roses in het departement Val-de-Marne in de regio Île-de-France. Het kanton heeft 43.881 inwoners op een oppervlakte van 3,67 km² met een bevolkingsdichtheid van 11.957 inw/km².

## Geschiedenis
Het kanton werd opgericht bij het decreet van 20 juli 1967 toen het departement Val-de-Marne werd gecreëerd.
Bij decreet van 24 december 1984 werd het gesplitst in de kantons Alfortville-Nord en Kanton Alfortville-Sud.
Bij de algemene herindeling van de kantons bij decreet van 17 februari 2014, met uitwerking in maart 2015, werden beide kantons weer samengevoegd.

## Gemeenten
Het kanton Alfortville omvat enkel de gemeente Alfortville.